# Білінчук Богдан Михайлович
Білінчук Богдан Михайлович (нар. 1948, с. Трійця, Снятинський район, Івано-Франківщина) — лікар-хірург, скульптор, художник. Учасник 50 художніх виставок, автор чотирьох персональних виставок у Львові та Києві, член Спілки художників України.                                      

## Життєпис
Навчався у сільській школі, захоплювався малюванням, думав про мистецьку освіту. Вступив до Івано-Франківського медичного вишу, який завершив у 1975 р. В інституті стає редактором стіннівки, під час роботи над якою реалізує свої художні і літературні здібності. В роки навчання захоплюється спортом. Мав намір вступати до Інституту фізичного виховання.
Отримавши диплом хірурга, вирушає до Одеси вступати до інтернатури, з наміром ходити в закордонні плавання. Але виїзд за кордон був неможливий через статус учасників бойових дій у складі УПА його родичей.
У 1981 р. переїжджає до Львова. Закінчив клінічну ординатуру за напрямом «хірургія» і понад тридцять років працює в лікарні швидкої і невідкладної допомоги.
Вирушає на Урал, де працює хірургом у лікарні м. Челябінська.

## Творча діяльність
На Уралі починає ліпити мініатюрні композиції з пластеліну. Здебільшого це були жанрові сценки, героями яких були обрані лікарі. Однією з перших була композиція «Хірурги», відлита 2007 р. у бронзі. У композиції «На операцію» (1979) двоє «хірургів» несуть довжелезний скальпель. Прийоми перебільшення Б. Білінчук застосовуватиме в роботах наступного періоду, вони стануть характерною ознакою, визначальною рисою його творчого методу.
Ранні роботи поклали початок наступним численним скульптурам. У них були знайдені основні композиційні прийоми, визначена образно-змістова концепція.
Свої перші роботи Білінчук показав скульпторові Д. Крвавичу, який зауважив, що самобутність його пластичної мови найяскравіше виявляється в малих формах, а не в портретах, виконаних у манері професійної скульптури. Мала пластика розкриває його творче обличчя. Такої самої думки були й провідні львівські митці Е. Мисько, З. Кецало, Я. Мотика.
Перша персональна виставка відбулась у приміщенні Львівської Спілки письменників 1996 р.: 33 скульптурні композиції, виконані в гіпсі, граніті, кераміці. Керамічну роботу з цієї виставки «Весна» («Коти») купила Гіларі Клінтон, а вже 2005 р. у Палаці мистецтв у Львові було репрезентовано 140 творів. 2006 р. у виставковому залі Спілки художників України в Києві, окрім скульптурних, експонувалось 30 живописних творів, у 2008 р. Білінчук стає членом Національної спілки художників України.
2006 р. Б. Білінчук разом зі скульптурою експонував у столиці живопис. На його полотнах бачимо знайомих персонажів: жінок, які перуть, сваряться, відпочивають, бавлять дітей тощо. Б. Білінчук пише олією, пастеллю, акриловими фарбами на полотні або на папері. Як і в скульптурі, у живописних творах він імпровізує, фантазує, не прагнучи, щоб у його картинах все було «як у житті».

## Праці
«Бронзові скульптури»
«В очікувані»
«Жарти»
«Весна»
«Чий я»
«Викрадення нареченої»
«Нахаба»
«Віче»
«Гаряча вода»
«Первісток»
«Журавель стоматолог»
«Покарання»
«У пеклі»
«Добра корова»
«Колеги хірурги»
«Колега»
«Залицяння»
«Пташиний базар»
«Птаха»
«Ой піду я утоплюся»
«Смішний вилупок»
«Пів діви»
«Праля»
«Роздуми»
«Вечірній заспів»
«Ворона»
«Туканчик»
«Gianluigi Buffon»
«Добрий кіт»
«Баден-Баден»
«Євро - 2012»
«Марчело Ліппі»
«Андре Пірло»
«Борис Колесніков, Мішель Платіні, Жозеф Блатер»
«Роналдо, Савік Шустер, Зінадін Зідан»
«Керамічні скульптури»
«Весна»
«Жарти»
«Пелікани»
«Пелікан»
«Пінгвіни»
«Пінгвін»
«Несучка»
«Добре пиво»
«У дощівці»
«Подруги»
«У пеклі»
«Викрадення нареченої»
«Мак терла»
«Кольорові скульптури»
«Суперники»
«Портрет художника»
«Вдовиця»
«Весна»
«Кололи свиню»
«Десерт»
«Ой служив я у пана»
«Український вулик»